# Кундрат, Иоганн
Иоганн Кундрат (нем. Johann Kundrat; 6 октября 1845, Вена — 25 апреля 1893, там же) — австрийский медик.

## Биография
Обучался медицине в Вене, где получил степень доктора. В 1868 году принят на работу в Венский университет. Работал с Йозефом Гиртлем и Карлом Рокитанским. В 1877 году возглавил кафедру патологии Грацского университета. Через пять лет вернулся в Венский университет на кафедру патологии, во главе которой находился до конца своих дней.
В 1893 году сделал комплексное описание лимфасаркаматоза, который в науке получил название болезни Кундрата.

## Работы
- «Ueber lympho-sarkomatosis». Wien klin Wschr 6: 211—213, 234—239, 1893.
- «Untersuchungen des menschlichen Endometriums»